# ГИТИС (театр)
Театр «ГИТИС» — Учебный театр Российского института театрального искусства — ГИТИС. С 1958 года театр расположен в историческом доме Нирнзее в Большом Гнездниковском переулке, дом 10. Спектакли также проходят на учебной сцене ГИТИСа в Малом Кисловском переулке, дом 6. В 2013 году открылась Новая сцена театра в здании на улице Академика Пилюгина, дом 2.

## История
Здание театра построено в 1914 году архитектором-предпринимателем Эрнст-Рихардом Нирнзее как собственный доходный дом дешёвых квартир, один из первых московских небоскрёбов-«тучерезов». С 1915 здесь последовательно работали несколько театров:
- 1915—1922 — Театр-кабаре «Летучая мышь» под руководством Н. Ф. Балиева (помещение для Театра было расписано С. Судейкиным);
- 1922—1924 — кабаре «Кривой Джимми» под рук. Н. Н. Евреинова;
- 1924—1928 — Московский театр Сатиры (МТС) под рук. Давида Гутмана;
- 1928—1931 — Студия Малого театра под рук. Ф. Н. Каверина;
- 1931—1958 — Цыганский театр «Ромэн» под рук. Мойше Гольдблата (до 1936), Михаила Яншина (с 1936).

## Репертуар
- «Забавный случай» Карло Гольдони
- «А зори здесь тихие» по книге Б. Васильева
- «Братья Карамазовы» по книге Ф. М. Достоевского
- «Шакунтала» Калидасы
- «Как вам это понравится» Шекспира
- «Фантазии Фарятьева» А. Соколова
- «Богатыри», опера-фарс на музыку А. Бородина
- «Неизвестный Чайковский» музыкальный спектакль на музыку П. И. Чайковского. Курс Д. Бертмана (в главной роли Алексей Шевченко, Семён Басалаев, Алёна Юлина)

и другие спектакли.